# Pituophis deppei
Pituophis deppei is een slangensoort uit de familie toornslangachtigen en de onderfamilie Colubrinae.

## Naam en indeling
De soort is genoemd naar Ferdinand Deppe (1794-1861), een Duits ontdekkingsreiziger en natuurwetenschapper die een expeditie had ondernomen in Mexico en Californië. Deppe ontdekte onder meer ook de intussen uitgestorven zangvogel Moho apicalis.
André Marie Constant Duméril benoemde deze soort voor het eerst in 1853 als Elaphis deppei. Later werd de slang tot de toornslangen uit het geslacht Coluber gerekend.

### Ondersoorten
De soort wordt verdeeld in twee ondersoorten die onderstaand zijn weergegeven, met de auteur en het verspreidingsgebied.
| Naam                  | Auteur        | Verspreidingsgebied                       |
| --------------------- | ------------- | ----------------------------------------- |
| Pituophis deppei      | Duméril, 1853 | De rest van het verspreidingsgebied.      |
| Pituophis deppei jani | Cope, 1861    | Nuevo León, Hidalgo, Coahuila de Zaragoza |

## Uiterlijke kenmerken
De huidskleur is geel tot bruin. Op de rug heeft de slang een patroon van donkere zadelvormige markeringen. De slang bereikt een lichaamslengte tot twee meter. De ondersoort Pituophis deppei jani heeft meestal een geel-oranje kleur.

## Verspreiding en habitat
De slang is endemisch in Mexico en komt voor in de staten Jalisco, Morelos, Nuevo León, Hidalgo, Coahuila de Zaragoza, Aguascalientes, Querétaro, Tamaulipas, San Luis Potosí, Oaxaca, Sonora, Guanajuato, Nayarit, Jalisco en Puebla.
De habitat bestaat uit vochtige tropische en subtropische bossen in bergstreken en daarnaast in graslanden. Ook in door de mens aangepaste streken zoals landelijk tuinen, plantages en aangetaste bossen kan de slang worden aangetroffen.

## Beschermingsstatus
Door de internationale natuurbeschermingsorganisatie IUCN is de beschermingsstatus 'veilig' toegewezen (Least Concern of LC).